# Arthroleptella drewesii
Espèce
Statut de conservation UICN

 NT  : Quasi menacé
Arthroleptella drewesii est une espèce d'amphibiens de la famille des Pyxicephalidae.

## Répartition
Cette espèce est endémique du Sud-Ouest de la province de Cap-Occidental en Afrique du Sud. Elle se rencontre entre 200 et 1 100 m d'altitude,.

## Étymologie
Cette espèce est nommée en l'honneur de Robert Clifton Drewes.

## Publication originale
- Channing, Hendricks & Dawood, 1994 : Description of a new moss frog from the south-western Cape (Anura: Ranidae: Arthroleptella). South African Journal of Zoology, vol. 29, no 4, p. 240-243 (texte intégral).